# Милкьовци
Милкьовци е село в Западна България. То се намира в община Трън, област Перник.

## География
Село Милкьовци се намира в планински район (в подножието на планината Копран), на 77 км от София и на 14 км от Трън. През селото минава река Луда Яна, която по-късно се влива в р. Ерма близо до Трънското ждрело. В планините край селото има  богата растителност. Селото е заобиколено от вековни букови гори и бистри извори.

## История
В стари документи селото е отбелязвано по следните начини: Милнуфча (Милновци) в 1453 г., Милкюфче, Милкьофче в 1576 г.; Милкьовци в 1878 г.
В съкратен регистър на Пиротския кадилък от 1530 година Милкьовче е отбелязано като село в каза Изнебол (Знеполе) с 5 домакинства и 4 бащини. Други 11 домакинства са войнушки, част от джемаата на Кара Пейе, син на Радомир от село Стайчовиче.
В църквата в селото работи дебърският зограф Петър Николов.
През 1914 г. в Милкьовци е основана земеделска кооперация. Към 1935 г. тя има 90 членове.
През 1985 г. селото има 61 жители.

## Личности
- Добри Алексиев (р. 1914), български политик, кандидат-член на ЦК на БКП